# Raymond Mhlaba
Raymond Mhlaba (* 12. April 1920 in Mazoka bei Fort Beaufort; † 20. Februar 2005 in Port Elizabeth) war ein südafrikanischer Politiker und Kämpfer gegen die Apartheid.

## Leben
Raymond Mhlaba kam als Kind eines Polizisten zur Welt. Seine Schulausbildung dauerte zehn Jahre, während der letzten beiden lernte er an der Healdtown Native School. Er musste seinen Schulbesuch aus finanziellen Gründen vorzeitig beenden. Danach war er in einem Textilreinigungsunternehmen in Port Elizabeth tätig. Diese Tätigkeit verlor er im April 1948 nach einem Streik der Arbeiter in diesem Bereich, die eine Lohnerhöhung gefordert hatten. Seine Aktivitäten brachten ihn mit der gewerkschaftlichen Bewegung in Kontakt und 1943 wurde er Mitglied der South African Communist Party (SACP). Ein Jahr später trat er dem African National Congress (ANC) bei.
Wie Nelson Mandela, Albert Luthuli und Walter Sisulu gehörte er dem ANC an, in dem er zeitweise regionale Führungspositionen innehatte. Von 1962 bis zu seiner Verhaftung 1963 war er Kommandeur des Umkhonto we Sizwe.
Im Rivonia-Prozess wurde er 1964 ebenso wie Nelson Mandela, Walter Sisulu, Denis Goldberg, Govan Mbeki, Ahmed Kathrada, Elias Motsoaledi und Andrew Mlangeni zu lebenslanger Haft wegen Sabotage verurteilt. Er saß bis 1982 in Robben Island ein, anschließend im Pollsmoor Prison in Kapstadt. Mhlaba wurde 1989 aus dem Gefängnis entlassen und war Mitglied einer ANC-Delegation, die mit Vertretern der Nasionale Party über das Ende der Apartheid verhandelte. Von 1994 bis 1997 diente er als Premierminister der Provinz Ostkap. Ab 1995 war er zeitweise Vorsitzender (chairman) der SACP.
2005 starb Mhlaba an Leberkrebs. Raymond Mhlaba war zwei Mal verheiratet und hatte acht Kinder.

## Ehrungen
1992 wurde Mhlaba mit dem Isitwalandwe ausgezeichnet, der höchsten Ehrung, die der ANC vergibt. Im Jahr 2000 erhielt er den südafrikanischen Order for meritorious service in Gold.
2016 wurde die Gemeinde Raymond Mhlaba, deren Verwaltungssitz Fort Beaufort ist, nach ihm benannt.